# Ritratto di giovane veneziana
Il Ritratto di giovane veneziana è un dipinto a olio su tavola di olmo (33x25 cm) di Albrecht Dürer, firmato e datato 1505, e conservato nel Kunsthistorisches Museum a Vienna.

## Storia
Secondo la tradizione, questo fu il primo di una serie di almeno quattro ritratti eseguiti da Dürer a Venezia durante il suo secondo soggiorno del 1505-1506. L'opera rimase incompiuta, come dimostra il fiocco sulla spalla destra della giovane, che mostra ancora il colore della tavola con la semplice imprimitura.
Secondo Panofsky potrebbe trattarsi di una giovane milanese, come farebbe pensare la foggia dell'abito.
Il dipinto si trovava in Lituania in una raccolta privata quando nel 1923 venne acquistato dal museo viennese.

## Descrizione e stile
La ragazza è ritratta di tre quarti fino alle spalle, voltata a sinistra e su sfondo scuro uniforme. L'incarnato è chiaro e i capelli biondi, con quei finissimi riflessi luminosi sui riccioli, tipici dell'arte di Dürer. L'acconciatura mostra una scriminatura al centro e una preziosa reticella sul retro della nuca che tiene i capelli raccolti, tranne alcune ciocche libere che incorniciano il volto. Indossa una collana di piccole perle e pietruzze scure (forse vetri), che abbellisce l'ampia scollatura dell'abito signorile, di tonalità rosse e dorate, con ricami e nastri reggenti le maniche staccabili.
La figura si staglia elegante e sensuale e mostra un'attenuazione della severità rispetto ai lavori precedenti dell'artista, grazie all'assorbimento di nuovi umori nella città lagunare.